# Seis Hermanos
Seis Hermanos est une ville de l'Uruguay située dans le département de Canelones.

## Localisation
Elle est située à 8 kilomètres de Sauce et à 4 kilomètres de Toledo.

## Population
Sa population est de 622 habitants environ (2011).
| Année | Population |
| ----- | ---------- |
| 1963  | 174        |
| 1975  | 245        |
| 1985  | 347        |
| 1996  | 462        |
| 2004  | 553        |
| 2011  | 622        |

Référence,.